# یواس‌اس جنکس (دی‌یی-۶۶۵)
یواس‌اس جنکس (دی‌یی-۶۶۵) (به انگلیسی: USS Jenks (DE-665)) یک کشتی بود که طول آن ۳۰۶ فوت ۰ اینچ (۹۳٫۲۷ متر) بود. این کشتی در سال ۱۹۴۳ ساخته شد.